# Бондарська вулиця (Київ)
Бо́ндарська ву́лиця — вулиця у Подільському районі міста Києва, місцевість Куренівка. Пролягає від Сирецької до Білицької вулиці.
Прилучаються Валківська вулиця і Бондарський провулок.

## Історія
Вулиця згадується під сучасною назвою ще у XIX столітті — імовірно, за професійною належністю її жителів або за прізвищем/прізвиськом першопоселенців.

## Забудова
На непарному боці вулиці наявна одноповерхова (2-га половина ХХ ст.) та багатоповерхова (1950-ті — 70-ті роки) житлова забудова, на парному — промислові й адміністративні споруди 2-ї половини ХХ ст.
Останній збережений житловий будинок 1-ї половини ХХ ст. (№ 9) знесено 2021 року.

## Персоналії
У будинку, який нині має адресу вулиця Миколи Садовського, № 8-А (до перепланування місцевості в середині 1970-х рр. значився по Бондарській вулиці, № 11), проживав живописець, народний художник УРСР Іван Їжакевич (1956–1962).

## Зображення

Буд. № 1/30 («сталінка»), споруджений для працівників 4-ї взуттєвої фабрики
Недобудований корпус Приймальника-розподільника для дітей ГУ МВС України в Київській області